# Roberto Carlos (álbum de 1971)
Roberto Carlos é o décimo primeiro álbum de estúdio do cantor e compositor Roberto Carlos, lançado em dezembro de 1971 pela gravadora CBS. Foi considerado pela Rolling Stone Brasil como o 28º maior disco brasileiro. Em setembro de 2012, foi eleito pelo público da Rádio Eldorado FM, do portal Estadao.com e do Caderno C2+Música (estes dois últimos pertencentes ao jornal O Estado de S. Paulo) como o décimo melhor disco brasileiro da história. Na época de seu lançamento, a crítica do jornal havia afirmado que Roberto "pode ser colocado, sem favor, entre os melhores intérpretes da música brasileira". Nesse álbum, em cuja capa vemos um desenho do artista efetuado pelo ilustrador Carlos E. Lacerda, por sinal a única capa de sua discografia onde não consta uma foto do artista, Roberto Carlos passa a cantar de maneira romântica e o disco também é responsável pela sua consagração como maior ídolo romântico da música brasileira, algo que se manteve até os dias de hoje.

## O disco
"Roberto Carlos" (1971) é um álbum de transição, no qual o artista já consagrado pelo público como o maior ídolo do cancioneiro nacional, conquista definitivamente o reconhecimento da crítica como um dos maiores criadores (em parceria com Erasmo Carlos) da nossa música. Tendo atingido os 30 anos de idade, o balzaquiano Roberto Carlos adentrava numa fase de maturidade assumindo de vez a sua veia romântica com a genial "Detalhes", marco zero de sua consagração como o maior cantor romântico do país. Essa entrada no panteão dos grandes autores da MPB se deu tanto pelo seu estilo moderno de interpretar uma canção romântica, como pela ênfase temática de "Detalhes", que ao contrário do convencional destilar de ressentimento e dor-de-cotovelo das canções de desamor, apresenta o eu lírico provocando o objeto de seu sentimento com a lembrança de momentos marcantes da relação que terminou. Essa faceta do letrista preciso - uma das muitas no álbum - se repetirá em "Debaixo dos Caracóis dos Seus Cabelos" e "Amada Amante". A primeira foi cantada pelo público nada menos que 21 anos como uma balada romântica, até que em 1992 Caetano Veloso revelou publicamente que Roberto e Erasmo a compuseram para ele quando exilado em Londres. Já "Amada Amante", além da letra revela um Roberto sedutor e ousado para quem o verdadeiro amor faz as sua próprias leis. Mas como esse 11º álbum é um disco de transição, o soul music e o funk da fase anterior ainda se acham presentes no arranjo blues de "Como Dois e Dois" (Caetano Veloso), na levada soul-gospel de "Eu Só tenho Um Caminho" (Getúlio Cortes) e no funk "Todos Estão Surdos". O intérprete sensível e irresistível também pinta em "A Namorada" (Maurício Duboc-Carlos Colla), "Se Eu Partir" (Fred Jorge) e na autoral "De Tanto Amor", que em votação pública, em 2005, o Jornal do Brasil elegeu como uma das 10 mais belas canções brasileiras em todos os tempos. Temos nesse álbum ainda, o Roberto Carlos brincalhão e descontraído dos fox trotes "Você Não Sabe o Que Vai Perder" (Renato Barros) e "I Love You", na qual Roberto tanto homenageia os cantores da Velha Guarda romântica da MPB, cantando com a voz empostada, como parece satirizar a sua própria pieguice.Finalmente temos o Roberto Carlos autobiográfico presente na confessional "Traumas". Nesta, com certa reserva, o artista fala pela primeira vez do acidente na infância no verso em que canta "Falou dos anjos que eu conheci/no delírio da febre que ardia/no meu pequeno corpo que sofria/sem nada entender...". Enfim, o disco traz todos os Robertos num traduzindo-se como um dos melhores e mais importantes de sua carreira - para muitos o melhor.

## Faixas - Composição e Duração
| Nº  | Título                                 | Composição                   | Duração |
| --- | -------------------------------------- | ---------------------------- | ------- |
| 1.  | "Detalhes"                             | Roberto Carlos-Erasmo Carlos | 5:03    |
| 2.  | "Como Dois e Dois"                     | Caetano Veloso               | 3:23    |
| 3.  | "A Namorada"                           | Maurício Duboc-Carlos Colla  | 3:13    |
| 4.  | "Você Não Sabe o Que Vai Perder"       | Renato Barros                | 2:57    |
| 5.  | "Traumas"                              | Roberto Carlos-Erasmo Carlos | 4:08    |
| 6.  | "Eu Só Tenho Um Caminho"               | Getúlio Côrtes               | 2:39    |
| 7.  | "Todos Estão Surdos"                   | Roberto Carlos-Erasmo Carlos | 4:17    |
| 8.  | "Debaixo dos Caracóis dos Seus Cabelos | Roberto Carlos-Erasmo Carlos | 3:47    |
| 9.  | "Se Eu Partir"                         | Fred Jorge                   | 3:41    |
| 10. | "I Love You"                           | Roberto Carlos-Erasmo Carlos | 2:39    |
| 11. | "De Tanto Amor"                        | Roberto Carlos-Erasmo Carlos | 3:24    |
| 12. | "Amada Amante"                         | Roberto Carlos-Erasmo Carlos | 3:58    |

Ficha Técnica:
Faixas - Arranjo, Estúdio e Data de Gravação
| Nº  | Título                                 | Arranjo             | Estúdio           | Data de Gravação   |
| --- | -------------------------------------- | ------------------- | ----------------- | ------------------ |
| 1.  | "Detalhes"                             | Jimmy Wisner        | CBS - Nova Iorque | Set/Out de 1971    |
| 2.  | "Como Dois e Dois"                     | Jimmy Wisner        | CBS - Nova Iorque | Set/Out de 1971    |
| 3.  | "A Namorada"                           | Jimmy Wisner        | CBS - Nova Iorque | Set/Out de 1971    |
| 4.  | "Você Não Sabe o Que Vai Perder"       | Jimmy Wisner        | CBS - Nova Iorque | 20/09/1971         |
| 5.  | "Traumas"                              | Jimmy Wisner        | CBS - Nova Iorque | Set/Out de 1971    |
| 6.  | "Eu Só Tenho Um Caminho"               | Chiquinho de Moraes | CBS - R.J.        | 16/06 e 02/07/1971 |
| 7.  | "Todos Estão Surdos"                   | Jimmy Wisner        | CBS - Nova Iorque | Set/Out de 1971    |
| 8.  | "Debaixo dos Caracóis dos Seus Cabelos | Jimmy Wisner        | CBS - Nova Iorque | Set/Out de 1971    |
| 9.  | "Se Eu Partir"                         | Jimmy Wisner        | CBS - Nova Iorque | Set/Out de 1971    |
| 10. | "I Love You"                           | Jimmy Wisner        | CBS - Nova Iorque | Set/Out de 1971    |
| 11. | "De Tanto Amor"                        | Jimmy Wisner        | CBS - Nova Iorque | Set/Out de 1971    |
| 12. | "Amada Amante"                         | Chiquinho de Moraes | CBS - R.J.        | 01/05/1971         |

Produção:
Evandro Ribeiro
Técnicos de Gravação:
Eugênio e Dilmar
Foto Contra-Capa:
Armando Canuto

## Músicos
- Roberto Carlos – voz
- Rick Ferreira – guitarra
- Paulo César Barros (Renato e Seus Blue Caps) – baixo
- Altamiro Carrilho – flauta em "Detalhes"
- Lafayette: órgão hammond em "Eu só tenho um caminho" e "Amada amante"

## Certificações e vendas
| Região                                                       | Certificação | Unidades/vendas |
| ------------------------------------------------------------ | ------------ | --------------- |
| Brasil (PMB)                                                 | Diamante     | 1,000,000‡      |
| ‡vendas+valores de streaming baseados apenas na certificação |              |                 |